# Zeitgeist (album Schillera)
Zeitgeist – debiutancki album studyjny zespołu Schiller. Wydany został w 1999 roku.
Singlem promującym był utwór: "Das Glockenspiel".

## Lista utworów
1. "Der Anfang" – 1:32
2. "Glück und Erfüllung" – 5:15
3. "Liebesschmerz" – 4:11
4. "Das Unbekannte Reich" – 6:04
5. "Das Glockenspiel" – 3:52
6. "Körperbewegung" – 6:13
7. "Freiheit" – 5:51
8. "Ruhe" – 6:11
9. "Sonnenuntergang" – 6:46
10. "Liebesparade" – 4:26
11. "Zeitgeist" – 6:27
12. "Das Ende" – 4:03